# Rourea kappleri
Rourea kappleri är en tvåhjärtbladig växtart som beskrevs av Lanj. apud Pulle. Rourea kappleri ingår i släktet Rourea och familjen Connaraceae. Inga underarter finns listade i Catalogue of Life.